# Ruddington
Ruddington is een civil parish in het bestuurlijke gebied Rushcliffe, in het Engelse graafschap Nottinghamshire met 7216 inwoners.